# Aupeo
 (juin 2017).
Aupeo!  est un ancien service de webradio personnalisée.
Le 28 octobre 2016, Aupeo a annoncé que Aupeo! Service cesse totalement ses activités le 30 novembre 2016.